# Caragol de banc

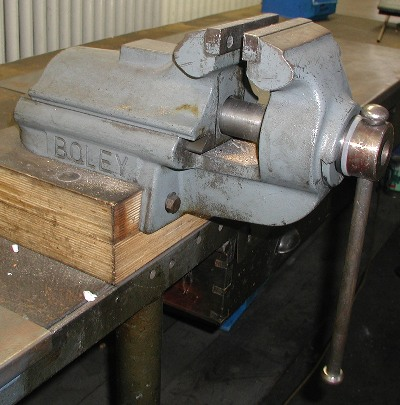
Caragol de banc.

El caragol de banc és una eina que serveix per a subjectar fermament peces o components als quals se'ls vol aplicar alguna operació mecànica. És un conjunt metàl·lic molt sòlid i resistent que té dues mordasses; una és fixa i l'altra s'obre i es tanca quan es gira amb una palanca un caragol de rosca quadrada.
És una eina que es cargola a una taula de treball i és molt comú en els tallers de mecànica. Quan les peces a subjectar són delicades o fràgils s'han de protegir les mordasses amb fundes de material més tou anomenades galteres i que poden ser de plom, suro, cuir, niló, etc. La pressió ha d'estar d'acord amb les característiques de fragilitat que tingui la peça que se subjecta.